# Limbong (Dolok Merawan)
Limbong is een bestuurslaag in het regentschap Serdang Bedagai van de provincie Noord-Sumatra, Indonesië. Limbong telt 2464 inwoners (volkstelling 2010).